# سلول قطبی

نمایی از گردش جوی و سلول‌های قطبی، فرل و هادلی

سلول قطبی (به انگلیسی: Polar Cell) بالاتر از °۶۰ عرض جغرافیایی قرار دارد. در سلول قطبی، هوا از قطب به °۶۰ عرض جغرافیایی و به سلول فرل می‌رسد و بخشی از این هوا به قطب بازمی‌گردد.